# Patrick Bonal
Pour les articles homonymes, voir Bonal.
Pas d'image ? Cliquez ici

a Compétitions nationales et continentales officielles uniquement.

Patrick Bonal est un ancien joueur français de rugby à XV. 

## Biographie
Patrick Bonal joue au Stade aurillacois entre 1976 et 1988, évoluant au poste d'arrière ou d'ailier. 
En douze saisons, il ne manque que 7 matches, marquant 1 715 points (76 essais, 343 pénalités, 188 transformations et deux drops) représentant 52,6 % des points marqués par son équipe. 
Il est le frère de l'international de rugby Jean-Marie Bonal, l'oncle de l'international de rugby Sébastien Viars et du joueur du stade aurillacois Jean-François Viars.
Il est quatre fois Barbarians français de 1985 à 1987.
Il est finaliste de la coupe de France en 1986.

## Palmarès
- Coupe de France :
  - Finaliste : 1986

## Sources
- Stade aurillacois 1904-2004, un siècle de rugby, ouvrage collectif